# Russell Labey
Russell Julian Labey (* 1967 in Jersey) ist ein Politiker, der 2021/2022 Minister für Wohnungsbau und Gemeinschaften von Jersey war.

## Leben

### Berufstätigkeit
Russell Julian Labey begann in den 1980er Jahren als Ansager für den lokalen Fernsehsender in Jersey, Channel TV, zu arbeiten. Später zog er nach Plymouth und moderierte die Nachrichtensendung Spotlight bei BBC South West. Seit Abschluss seiner Fernsehkarriere ist Labey als Bühnenautor (u. a. Adaption von William Sutcliffes Roman New Boy) und Theaterregisseur tätig.

### Politische Laufbahn
Labey wurde erstmals am 3. November 2014 für den Wahlkreis St. Saviour No. 2 Mitglied der 53-köpfigen States of Jersey und als solcher 2018 wiedergewählt. Er war Mitglied des Ausschusses für Privilegien und Verfahren, das verantwortlich für die Verfahren der Staatsversammlung, für die Einrichtungen der Mitglieder und den Verhaltenskodex für die Mitglieder ist.
2021 übernahm Labey im Kabinett Le Fondré das Amt als Minister für Wohnungsbau und Gemeinschaften. Dem Ministerrat gehörten zwölf Mitglieder an.
Bei den Wahlen am 22. Juni 2022 kandidierte Labey im Wahlkreis St Helier South (der vier Abgeordnete stellt) und kam dort mit 591 Stimmen auf Rang 5. Damit verlor er sein Mandat, wie auch der Chief Minister von Jersey, John Le Fondré, und drei weitere Minister. Am 27. Juni 2022 schied Labey aus den States of Jersey aus.